# کاناوا فالز (ویرجینیای غربی)
کاناوا فالز (به انگلیسی: Kanawha Falls) یک منطقهٔ مسکونی در ایالات متحده آمریکا است که در شهرستان فایت، ویرجینیای غربی واقع شده‌است. کاناوا فالز ۲۰۰٫۸۷ متر بالاتر از سطح دریا واقع شده‌است.